# Athens (Tennessee)
Athens és una població dels Estats Units a l'estat de Tennessee. Segons el cens del 2000 tenia 13.220 habitants.

## Demografia
Segons el cens del 2000, Athens tenia 13.220 habitants, 5.550 habitatges, i 3.590 famílies. La densitat de població era de 377 habitants/km².
Dels 5.550 habitatges en un 30% hi vivien nens de menys de 18 anys, en un 47,2% hi vivien parelles casades, en un 14,8% dones solteres, i en un 35,3% no eren unitats familiars. En el 31,7% dels habitatges hi vivien persones soles el 13% de les quals corresponia a persones de 65 anys o més que vivien soles. El nombre mitjà de persones vivint en cada habitatge era de 2,29 i el nombre mitjà de persones que vivien en cada família era de 2,89.
Per edats la població es repartia de la següent manera: un 23,9% tenia menys de 18 anys, un 10,1% entre 18 i 24, un 28,3% entre 25 i 44, un 21,4% de 45 a 60 i un 16,3% 65 anys o més.
L'edat mediana era de 36 anys. Per cada 100 dones de 18 o més anys hi havia 80,2 homes.
La renda mediana per habitatge era de 29.277 $ i la renda mediana per família de 39.563 $. Els homes tenien una renda mediana de 32.170 $ mentre que les dones 20.917 $. La renda per capita de la població era de 16.877 $. Entorn del 14,6% de les famílies i el 18,4% de la població estaven per davall del llindar de pobresa.

## Poblacions més properes
El següent diagrama mostra les poblacions més properes.